# بورخا روبياتو
بورخا روبياتو (بالإسبانية: Borja Rubiato) (13 نوفمبر 1984 بمدريد في إسبانيا - ) هو لاعب كرة قدم إسباني في مركز الهجوم. لعب مع أتلتيكو مدريد ب وأولمبيك تشاتيفا وخيتافي ب وريال أوفييدو ونادي أربيل ونادي خيتافي ونادي سمورة ونادي قادش ونادي كيتشي ونادي لاس روزاس ونادي هويسكا وسان أنتونيو سكوربيونز وCD Cobeña ‏ ونادي ماربيا وريال سوسيداد ديبورتيفا الكالا وأوساسونا ب وCF Trival Valderas ‏.

## وصلات خارجية
- بورخا روبياتو على موقع قاعدة بيانات كرة القدم.إي يو (الإنجليزية)
- بورخا روبياتو على موقع Soccerway.com (الإنجليزية)